# トクリュウ -闇バイトの罠-
『トクリュウ -闇バイトの罠-』（トクリュウ -やみバイトのわな-、Tokuryu）は、2025年5月17日よりショートドラマ配信アプリ・BUMPで配信されるドラマ。主演は柾木玲弥。匿名・流動型犯罪グループをテーマに扱う。

## 概要
2025年時点で急増している特殊詐欺の罠に引き込まれる若者たちを描く、犯罪の怖さと傍から見た滑稽さを描く社会派クライムドラマ。

## あらすじ
日々スマホを片手にダラダラ生きるフリーターの正道は、金配りインフルエンサーの投稿を目にし、軽い気持ちで応募する。予定数終了のメッセージが届きガックリ肩を落とすが「特別に選ばれたあなたにホワイト案件を紹介します」とのダイレクトメッセージがあり興味本位で待ち合わせ場所に赴く。その場に現れたのは大柄でこわもて、しかし馴れ馴れしい男・ライガーと、彼に支持を行うキッド。そして仕事現場で合流することになる小柄な女性・ナミであった。
淡々と仕事をこなす正道だったが、怪しさに勘付き抜け出したい気持ちが募りだす。しかし個人情報や犯罪動画などの弱みを握られ後戻りできない状況になっていた。やがて正道の母・明枝は、息子の異変に気づく。だが、明枝が口にしたのは「私も混ぜなさい」という一言だった。

## 登場人物
正道
演 - 柾木玲弥
トクリュウの片棒を担ぐフリーター。演じる柾木玲弥は「アホで、周りに流されやすく、あまり物事を深く考えていない。どうしようもないキャラクターですが、どこか憎めない、何故か少し応援したくなるような人間」と捉えており、視聴者から遠く見える犯罪の世界を身近に感じさせる役回りだと説明している。
ナミ
演 - 架乃ゆら
トクリュウ一派の一人。年齢や過去など一切不明なミステリアスな人物。正道に仕事を教える役回りを担当。かつて風俗で働いており、ふとしたしぐさや衣服が正道を翻弄していき、ナミのために働きたいという感情が、グループに関わる一つの理由付けにもなっていく。
明枝
演 - みやなおこ
正道の母でシングルマザーとして正道として育て上げた。正道からはママと呼ばれている。
ライガー
演 - 阿部亮平
トクリュウ一味の一人。大柄な男で、人との距離を詰めるのがうまい。ナミも彼がスカウトした。
キッド
演 - 黒石高大
トクリュウ一味の一人。演じる黒石いわく「オレの1番嫌いな人種」で「ゴミな奴ら」。
金丸
演 - 村田凪
集金係
演 - 宝井誠明

老夫
演 - 一本気伸吾

老婆
演 - 金子早苗

メンズエステモモ
演 - 米澤朋加

メンズエステ店員
演 - 村松和輝

男A
演 - DAZU☆O

西田
演 - 宮島三郎

加藤
演 - 本田聡

母親
演 - 藤田記子

大学生
演 - 米田恵亮

巡回警官
演 - 三島涼

老婆
演 - 箱木宏美

水商売の女
演 - 芦原優愛

男B
演 - 山本竜二

サラリーマン
演 - 黄地裕樹

## スタッフ
- 原案・監督：権野元[4]
- 脚本：権野元、松本哲也
- エグゼクティブプロデューサー：澤村直道
- プロデューサー：藤田結衣、宮田幸太郎（スタジオブルー）、伊集院文嗣（スタジオブルー）
- 制作プロダクション：スタジオブルー [5]
- 製作：emole